# Heidi Gardner
Heidi Lynn Gardner (nascida em 27 de julho de 1983) é uma atriz, comediante e escritora norte-americana. Gardner faz parte do elenco da série de comédia de esquetes da NBC, Saturday Night Live, desde 2017, começando na temporada 43, quando estreou como protagonista ao lado de Luke Null e Chris Redd. Começando com a 45ª temporada do programa em 2019, Gardner e Redd foram promovidos ao status de repertório.

## Carreira
Aos 21 anos, Gardner abandonou a faculdade e deixou o Missouri para se mudar para Los Angeles, onde trabalhou em um salão de cabeleireiro por nove anos.  Antes da mudança, ela economizou US$600 durante um verão.  Ela foi incentivada por um amigo a assistir a uma apresentação no teatro The Groundlings, onde se inspirou para se tornar atriz.  Devido à falta de experiência em atuação, Gardner se matriculou em oficinas comunitárias para aprender o básico da improvisação. Assim que se sentiu confortável, Gardner fez o teste para a classe básica dos Groundlings e foi aceita. 
Em 2017, Gardner se juntou ao elenco do Saturday Night Live (SNL) para sua quadragésima terceira temporada. 
Após seu primeiro ano no SNL, Gardner foi contratada para interpretar o papel coadjuvante de Leonor no filme dirigido por Ben Falcone, Life of the Party, ao lado de Melissa McCarthy.  Em 28 de agosto de 2019, a TVLine informou que Gardner teria um papel especial na série de comédia da NBC Superstore, interpretando a inimiga de Dina Fox, Colleen, que é transferida para a Loja 1217 após o fechamento da localização de Cloud 9 em Bel-Ridge.  Em 2019, Gardner fez sua estreia nos palcos em Noises Off, de Michael Frayn, no The Cape Playhouse em Dennis, Massachusetts. 